# Peter de Rome
Peter de Rome (Juan-les-Pins, 28 juin 1924 - Sandwich, Kent, 21 juin 2014) est un photographe et réalisateur américain d'origine française.

## Biographie
Né en France, il grandit en Angleterre, dans le Kent. 
Il essaie de percer comme acteur mais abandonne. Il part pour New York en 1956. Il travaille à la publicité des films, pour The Rank Organisation et Alexander Korda.
Dans les années 1960, il tourne des courts métrages pornographiques homosexuels. Un producteur de porno commercial, Jack Deveau, le remarque et lui permet de réaliser un premier long métrage, Adam & Yves (1974). En 1976, il réalise un deuxième long métrage, The Destroying Angel.
En 1984, il publie son autobiographie, The Erotic World of Peter de Rome.
Dans les années 2000, il fait donation des originaux de ses films aux archives du British Film Institute.
En 2014, un documentaire d'Ethan Reid, Peter de Rome: Grandfather of Gay Porn, poursuit la redécouverte de ses films.

## Filmographie
Courts métrages
- 1964 : New Orleans
- 1965 : Shower
- 1965 : The Fire Island Story
- 1966 : Scopo
- 1966 : Boogaloo
- 1969 : Double Exposure
- 1970 : Encounter
- 1970 : Green Thoughts
- 1970 : The Second Coming
- 1971 : Help Wanted
- 1971 : Moulage
- 1971 : Mumbo Jumbo
- 1972 : Prometheus
- 1972 : Daydreams from a Crosstown Bus
- 1972 : Underground
- 1973 : Kensington Gorey
- 1974 : The Box
- 1976 : Badedas
- 1977 : In Camera
- 1979 : Brown Study
- 1979 : Marathon

| Longs métrages - 1973 : The Erotic Films of Peter De Rome, regroupement de courts métrages - 1974 : Adam & Yves - 1976 : The Destroying Angel | Documentaires - 2011 : Fragments: The Incomplete Films of Peter de Rome - 2013 : Peter de Rome: Grandfather of Gay Porn |